# Gasoducte Magreb-Europa

En color groc, el gasoducte Magreb-Europa. Actualment els francesos estan construint el gasoducte Medgaz, al mapa en color blau, que no passa per Marroc.

El gasoducte Magreb-Europa (GME), ara coneguda com a gasoducte Pere Duran Farell (GPDF), és un gasoducte que uneix els jaciments de gas natural de Hassi R'Mel (al Sàhara d'Algèria) amb Espanya, passant a través de Marroc i de l'estret de Gibraltar. Quan es va construir, la promotora, Enagas, l'anomenava superautopista del gas. Funciona des de l'1 de novembre de 1996. Bombeja més de 9.000 metres cúbics de gas natural a Espanya i, a través d'Espanya, cap a la resta d'Europa.
El repte tecnològic va ser travessar l'estret de Gibraltar, no només per la seva fondària, com que, per exemple, els més antics gasoductes que connecten Algèria amb Itàlia, per exemple, van a més profunditat i són a més molt més llargs; sinó travessar els fons irregulars i especialment suportar els forts corrents marins de l'entrada al mediterrani. De 1959 a 1992 es van fer reconeixements del fons de l'estret per a aconseguir aquesta viabilitat tècnica.
La canonada és d'acer al carboni (API 5L). El gasoducte tenia inicialment dues estacions de compressió, una a la frontera d'Algèria amb Marroc i una altra a Tànger, on hi ha també un centre de control del gas durant el seu transport. Aquestes estacions funcionen amb el mateix motor que un Airbus.

## Mides
El gasoducte fa 1.430 quilòmetres de llargària en total, i el gas natural triga uns cinc dies a completar el seu recorregut. Cada 23 quilòmetres hi ha una vàlvula que pot regular el cabal i tancar completament el flux en només uns mil·lisegons si es detecta alguna anormalitat. Fa 575 km per Algèria, 540 km al Marroc, 45 km sota la mediterrània i 270 km fins a Cordova.
El tram terrestre, de 1.385 km, està soterrat un metre, té una amplada de 120 centímetres de diàmetre i suporta 80 bars de pressió. El tram submarí és de 45 km de llargària, una amplada de 22'' (uns 56 centímetres) de diàmetre, està a una profunditat màxima de 400 metres i suporta una pressió de 155 bars. Com el fons mar a l'estret és molt irregular, es van haver de tapar 520 valls sota la canonada.

## Empresa
A la societat Europe-Magreb Pipeline (EMPL), en català, Gasoducte Europa-Magreb, hi participa el Grup Gas Natural i l'empresa portuguesa Transgas, a més de la marroquina SNPP. El projecte del seu disseny i construcció va comptar amb uns 1.800 milions d'euros i la major dificultat que presentava era el tram de pas submarí de 45 quilòmetres entre Tànger i Zahara de los Atunes (Cadis). Hi van participar dotze enginyeries d'Europa i dels Estats Units, que van contractar vint grans empreses constructores, a més de les subcontractacions successives, i una centena de subministradors de materials i equips.
En 2004, EMPL va invertir prop de 470.000 euros en augmentar al 50% la capacitat del gasoducte per mitjà de la instal·lació de tres noves estacions de compressió (una més a la frontera algeromarroquina i dues més a Tànger) i la modernització i adequació dels equips de compressió de gas existents. L'objectiu era passar dels 92.500 GWh anuals abans de la remodelació a 136.000 GWh anuals.